# Пудаков (Хойникский район)
 Пудаков (бел. Пудакоў) — деревня в Поселичском сельсовете Хойникского района Гомельской области Республики Беларусь.

## География

### Расположение
В 10 км на восток от районного центра и железнодорожной станции Хойники (на ветке Василевичи — Хойники от линии Гомель — Калинковичи), в 113 км от Гомеля.

## Транспортная сеть
Рядом автодорога Хойники — Брагин. Планировка состоит из короткой прямолинейной меридиональной улицы, к которой с востока присоединяется вторая прямолинейная улица. Застройка двусторонняя, деревянная.

## История
Пудаков назван в 1734 году в перечне селений части Брагинского имения, находившейся в заставном владении панов Силичей. Согласно источнику, основанному на данных ревизии 1795 г., Пудаков упомянут среди селений, будто бы отнятых (держал в заставе от Ракицких) у стражника польного литовского Яна Николая Оскерко в «казённое ведомство за клятвопреступление», то есть за причастность к восстанию 1794 года. На 1850 год 19 дворов. В пореформенный период — деревня в Микуличской волости Речицкого уезда Минской губернии. В 1879 году обозначена в числе селений Микуличского церковного прихода. Согласно переписи 1897 года 71 двор, 458 жителей, действовали часовня, ветряная мельница.
С 8 декабря 1926 года до 30 декабря 1927 года центр Пудаковского сельсовета Хойникского района Речицкого, с 9 июня 1927 года Гомельского округов. В 1930 году организован колхоз «Красный луч», работали ветряная мельница и кузница. 67 жителей погибли на фронтах Великой Отечественной войны. Согласно переписи 1959 года 528 жителей в составе колхоза «Большевик» (центр — деревня Велетин). Располагался фельдшерско-акушерский пункт.

## Население

### Численность
2021 год — 50 жителей, 21 хозяйство

### Динамика
- 1850 год — 19 дворов
- 1897 год — 458 жителей, 71 двор (согласно переписи)
- 1959 год — 528 жителей (согласно переписи)
- 2004 год — 74 жителя, 31 хозяйство
- 2021 год — 50 жителей, 21 хозяйство